# Плацентофагія

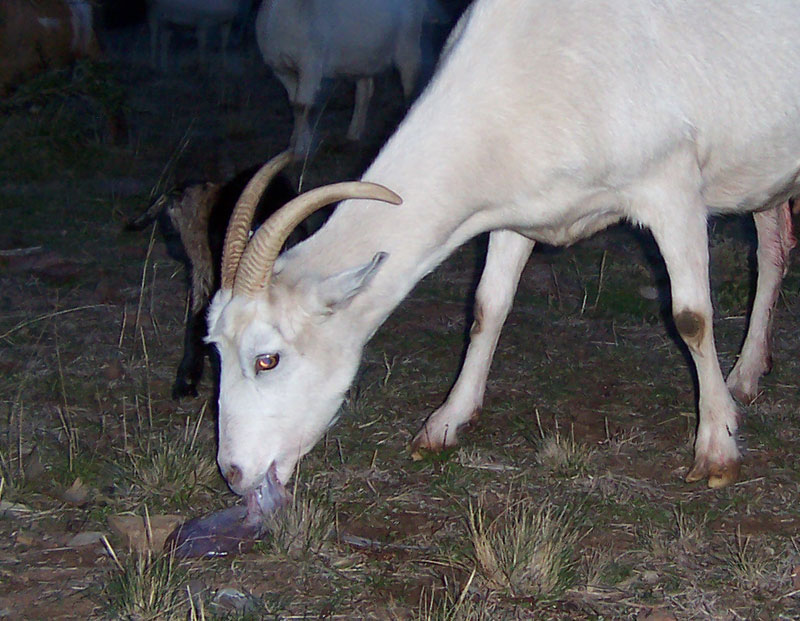
Коза поїдає плаценту

Плацентофагія (від 'плацента' + «грец. φαγειν» — їсти) — акт під час якого ссавці поїдають власну плаценту після пологів.
Плацента містить високі рівні простагландину, який сприяє інволюції. Плацента містить невеликі кількості окситоцин, який зменшує стрес після народження. Існує дуже мало досліджень, які прагнуть довести, що поїдання плаценти забезпечує ці гормональні ефекти[джерело?].
Також існує думка, що плацентофагія природно склалася, щоб приховати всі сліди пологів від хижаків в дикій природі. Більшість плацентарних ссавців практикують плацентофагію, у тому числі травоїдні. Винятки: ластоногі, китоподібні, верблюди і люди. Плацентофагія спостерігається в комахоїдних, гризунів, рукокрилих, зайцеподібних, хижаків, конеподібних, парнокопитних (за винятком верблюдів) і приматів. У сумчастих плацента розсмоктується, тому вони не можуть здійснювати плацентофагію, однак енергійно вилизують рідини, які виводяться з організму після пологів.
Деякі дослідження показали, що вживання плаценти може збільшити больовий поріг у вагітних щурів. У щурів, які споживали плаценту, відзначається незначне піднесення природної опіоїд-опосередкованої аналгезії. Ендогенні опіати, такі як ендорфіни і динорфіни — природні хімічні речовини, що відносяться до опіумної молекули, виробляються в центральній нервовій системі. Виробництво ендогенних опіоїдів збільшується під час пологів. Вони мають здатність підвищувати больовий поріг. З поїданням плаценти в щурів збільшувався рівень опіоїдів, а разом з ним — і больовий поріг. Щури, яким дали м'ясо замість плаценти, не показали ніякого збільшення больового порогу. Проте не було наукових досліджень, які показують, що плацентофагія підсилює аналгезію в людини.

## Людська плацентофагія

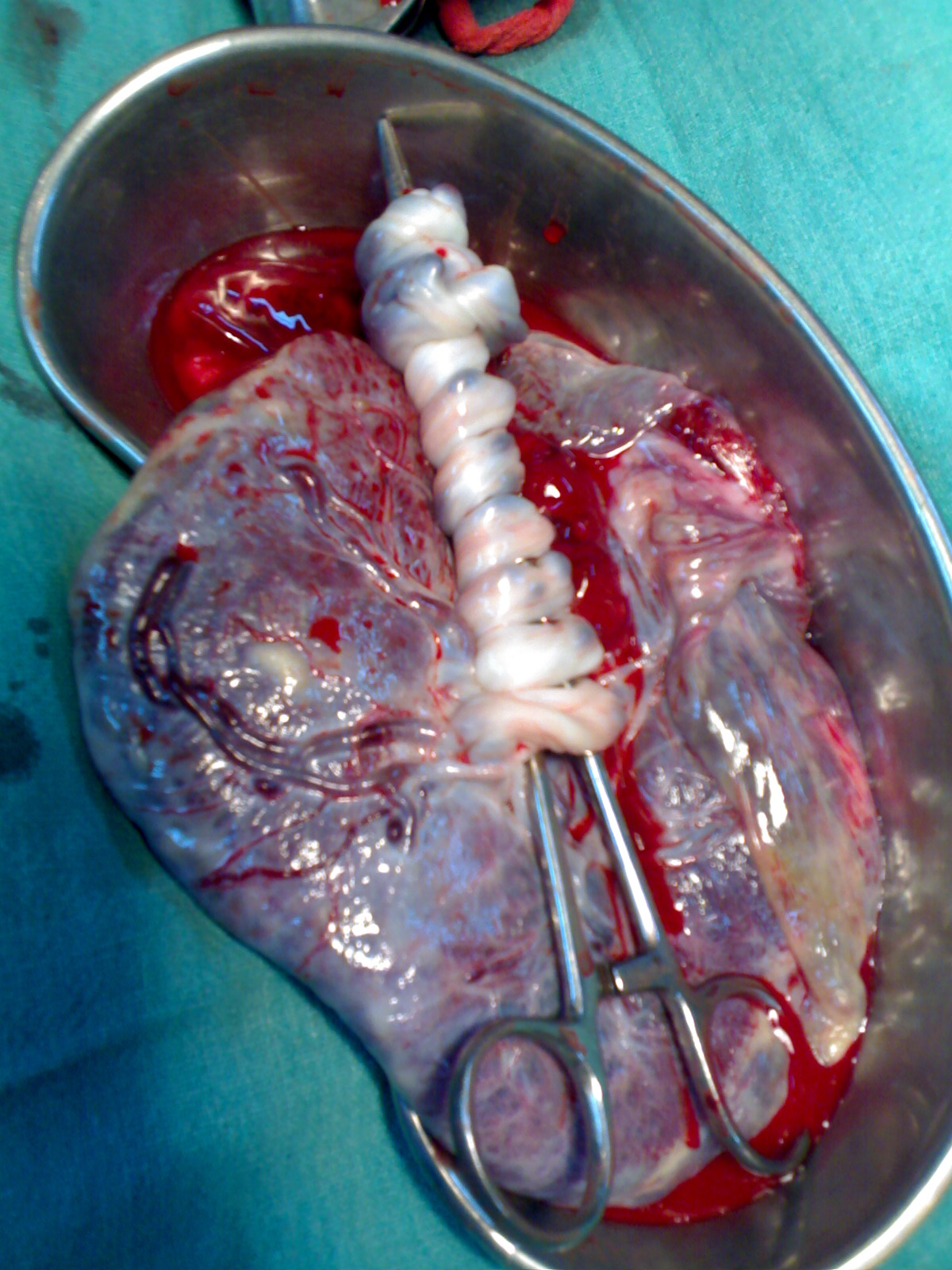
Людська плацента

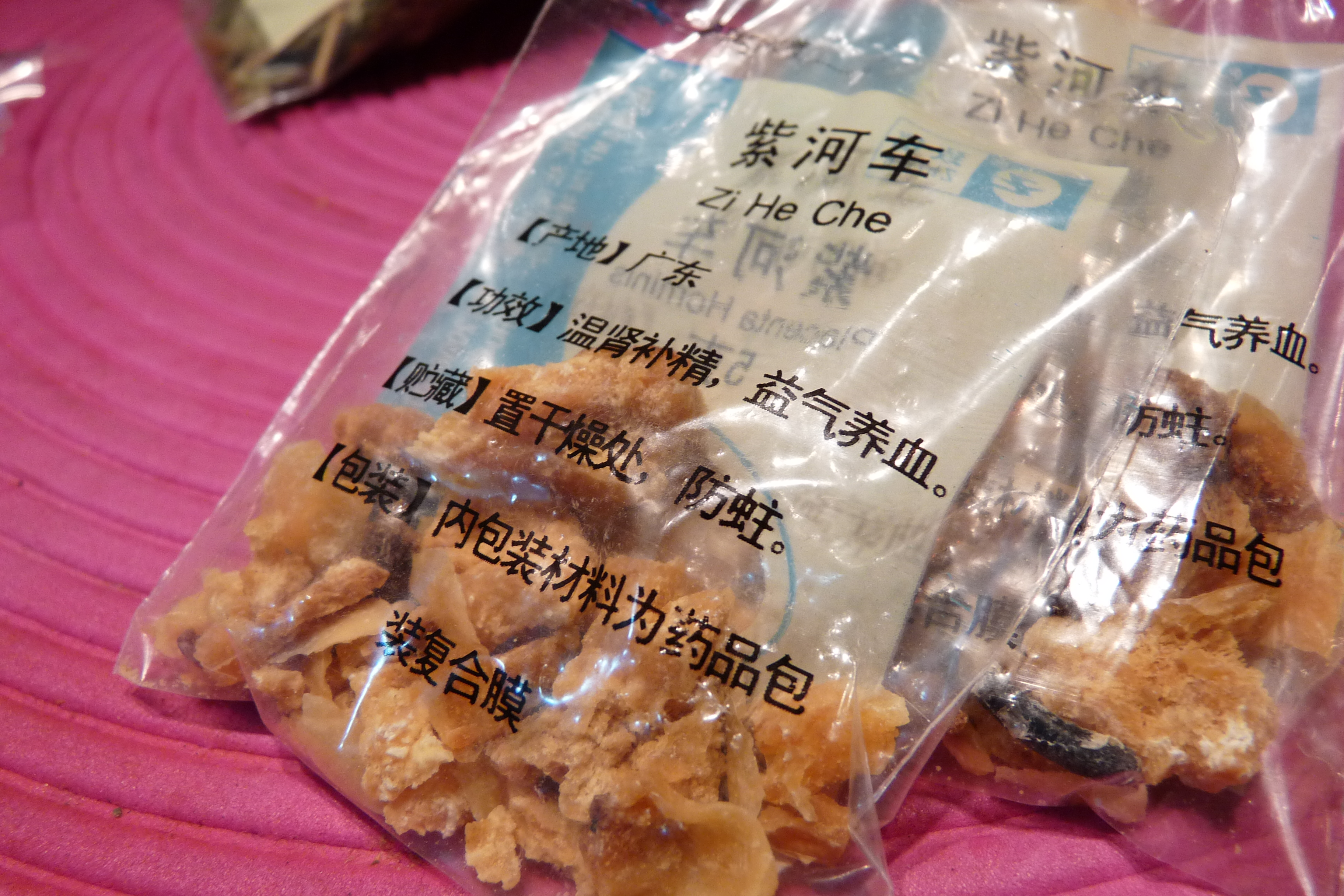
Висушена людська плацента як ліки — Ziheche (紫河车)

Плацента глибоко шанується в багатьох культурах, тому є мало доказів плацентофагії в людей.
Ті, хто виступають за плацентофагію, вважають, що вживання в їжу плаценти запобігає післяпологовій депресії та іншим ускладненням вагітності. Акушерка-гінекологиня і прессекретарка Королівського коледжу акушерів і гінекологів Меггі Блот говорить про те, що не існує жодних медичних підстав для поїдання плаценти: «Тварини їдять свою плаценту, щоб отримати живильні речовини, але людина, яка добре харчується, немає ніякої користі. Немає ніяких причин, щоб робити це».
У 2015 докторкою клінічної психології Синтія Койл (англ. Cynthia W. Coyle) було опубліковано наукову роботу, у якій її команда досліджувала людську плацентофагію. Дослідження показало, що людська плацентографія є дуже рідкісним явищем та відносно сучасним феноменом (особливо в західній культурі), який підтримують люди-прихильники альтернативної медицини. Койл стверджує, що немає ніяких доказів користі людської плацентофагії. Вона також говорить, що прибічники плацентофагії часто спираються на дослідження плацентофагії у тварин, говорячи про користь поїдання плаценти для зменшення ризиків післяпологової депресії та підвищення лактації, хоча насправді дослідження на тваринах цього не підтверджують.
Плацента людини також є інгредієнтом деяких традиційних китайських ліків, серед яких є препарат з висушеної плаценти людини, відомий як «Ziheche», що використовується для лікування безпліддя, імпотенції та інших захворювань.
Британський шеф-кухар Г'ю Феарнлі-Ухіттінгстал набув поганої слави, коли приготував та з'їв плаценту жінки на одній з його програм.